# Sheer Heart Attack
Sheer Heart Attack (en español: Puro ataque cardíaco) es el tercer álbum de estudio de la banda de rock Queen, lanzado al mercado en el Reino Unido el 8 de noviembre de 1974 por EMI. Fue grabado en los estudios Trident, Wessex, Rockfield y Air (Reino Unido) entre julio y septiembre de ese mismo año y producido por Roy Thomas Baker y Queen. Llegó al número dos de la lista de discos más vendidos en el Reino Unido y al número doce en Estados Unidos. Alejado del sonido progresivo, psicodélico y ácido de sus dos primeros álbumes, aquí se centran en estilos más dirigidos hacia un pop más sencillo.
El álbum fue editado después de su segunda obra musical Queen II, con la cual se consagraron como banda importante en Reino Unido, pero no fue hasta Sheer Heart Attack donde se convirtieron en banda de renombre internacionalmente. Con los sencillos "Killer Queen" y "Now I'm Here" la banda consiguió el éxito fuera del Reino Unido. El sencillo "Killer Queen" alcanzó el puesto n.º 12 en las listas estadounidenses.

## Lista de canciones
| Lado uno |                      |                 |          |  |
| N.º      | Título               | Escritor(es)    | Duración |  |
| 1.       | «Brighton Rock»      | Brian May       | 5:11     |  |
| 2.       | «Killer Queen»       | Freddie Mercury | 3:01     |  |
| 3.       | «Tenement Funster»   | Roger Taylor    | 2:50     |  |
| 4.       | «Flick of the Wrist» | Mercury         | 3:20     |  |
| 5.       | «Lily Of The Valley» | Mercury         | 1:47     |  |
| 6.       | «Now I'm Here»       | May             | 4:15     |  |

| Lado dos |                                            |                 |          |  |
| N.º      | Título                                     | Escritor(es)    | Duración |  |
| 1.       | «In the Lap of the Gods»                   | Freddie Mercury | 3:22     |  |
| 2.       | «Stone Cold Crazy»                         | Queen           | 2:12     |  |
| 3.       | «Dear Friends»                             | Brian May       | 1:07     |  |
| 4.       | «Misfire»                                  | John Deacon     | 1:49     |  |
| 5.       | «Bring Back That Leroy Brown»              | Mercury         | 2:15     |  |
| 6.       | «She Makes Me (Stormtrooper in Stilettos)» | May             | 4:09     |  |
| 7.       | «In the Lap of the Gods... Revisited»      | Mercury         | 3:49     |  |

| Bonus Hollywood Records 1991 |                                       |              |          |  |
| N.º                          | Título                                | Escritor(es) | Duración |  |
| 14.                          | «Stone Cold Crazy (1991 Bonus Remix)» | Queen        | 2:15     |  |

| Disc 2: Bonus EP (2011 Universal Music reissue) |                                                             |                 |          |  |
| N.º                                             | Título                                                      | Escritor(es)    | Duración |  |
| 1.                                              | «Now I'm Here» (Live at Hammersmith Odeon '75)              | Brian May       | 4:25     |  |
| 2.                                              | «Flick of the Wrist» (Live BBC Session)                     | Freddie Mercury | 3:24     |  |
| 3.                                              | «Tenement Funster» (Live BBC Session)                       | Roger Taylor    | 3:02     |  |
| 4.                                              | «Bring Back That Leroy Brown» (A Capella Mix 2011)          | Mercury         | 2:17     |  |
| 5.                                              | «In the Lap of the Gods... Revisited» (Live at Wembley '86) | Mercury         | 2:35     |  |

## Miembros
- Freddie Mercury – Voz principal y coros, piano vertical y piano de cola, los dos juntos en "Killer Queen" .[7]
- Brian May – Guitarras,[3] coros, piano (voz solista en She Makes Me y banjo en Bring Back that Leroy Brown).
- John Deacon – Bajo, (contrabajo en Bring Back that Leroy Brown), guitarra acústica, casi todas las guitarras en "Misfire"
- Roger Taylor – Batería, coros y percusión (voz solista en Tenement Funster).

## Datos relevantes
- Sheer Heart Attack fue el primer álbum con el que Queen logró un éxito considerable a nivel internacional.[8]
- El corte "Killer Queen" alcanzó el número 2 de las listas de sencillos más vendidos.[9]
- Es el primer álbum donde aparece una canción compuesta por John Deacon ("Misfire").[10]
- Durante el proceso de grabación, Brian May cayó enfermo y tuvieron que operarlo urgentemente de úlcera de duodeno. Los otros tres componentes de Queen siguieron trabajando en el álbum sin Brian May, por lo que este tuvo que añadir sus arreglos de guitarra y las armonías vocales cuando se recuperó de la operación. Mientras estaba enfermo, compuso "The Prophet Song", del siguiente álbum, A Night at the Opera.
- El álbum Sheer Heart Attack no tiene ninguna canción homónima. En cambio, en el álbum News of the World de 1977, aparece la canción denominada "Sheer Heart Attack".
- Existe una conexión en cuanto a continuación en las canciones "Tenement Funster", "Flick of the Wrist" y "Lily of the Valley".

| País           | Posición       | Posición | Posición      | Ventas  |
|                | Mayor Posición | Semanas  | Certificación |         |
| -------------- | -------------- | -------- | ------------- | ------- |
| Reino Unido    | 2              | 42       | Oro           | 850.000 |
| Estados Unidos | 12             | 9        | Plata         | 650.000 |

## Reedición de 2011
El 8 de noviembre de 2010, la compañía discográfica Universal Music anunció que en mayo de 2011 se lanzaría una reedición remasterizada y ampliada del álbum, como parte de un nuevo acuerdo entre Queen y Universal Music, lo que significaba que la asociación de la banda con EMI Records llegaría a su fin después de casi 40 años. 
Todo el catálogo de estudio de Queen fue reeditado en 2011.